# Historisch-Philologische Gesellschaft Charkow
Die Historisch-Philologische Gesellschaft Charkow (ukrainisch Харківське історико-філологічне товариство Charkiwske istoryko-filolohitschne towarystwo; wiss. Transliteration Charkivs'ke istoryko-filolohične tovarystvo) wurde 1886 von führenden Professoren an der Universität Charkiw im damaligen Russischen Reich gegründet.
Ziel der Gesellschaft Ziel war die Erforschung der Linksufrigen Ukraine und der Sloboda-Ukraine mit vertiefender Bildungs- und Kulturarbeit. Die Gesellschaft organisierte archäologische und ethnografische Expeditionen, die sie in ihren verschiedenen Publikationsreihen (Sbornik, Trudy, Westnik) beschrieb. Nach der Errichtung der Sowjetmacht in Charkiw löste sie sich 1919 auf. Nach der Unabhängigkeit der Ukraine begann 1991 eine Wiederbelebung der Gesellschaft. Die Gesellschaft gründete 1880 ein Archiv mit wichtigen Dokumenten aus der Zeit des Kosaken-Hetmanats vor 1782 und von dem Klein-Russischen Collegium, ein Ethnographisches Museum und zwei Bibliotheken.
Das Archiv der Gesellschaft befindet sich heute im Zentralen Historischen Staatsarchiv in Kiew (CDIAK; Central'nyj deržavnyj istoryčnyj archiv Ukrajiny u Kyjevi).

## Präsidenten
Präsidenten der Gesellschaft waren:
- Wassyl Nadler (1877–1878)
- Oleksandr Potebnja (1878–90; Lebensdaten: 1835–1891)
- Marin Drinow (1890–1897)
- Mykola Sumzow (1897–1918)

## Publikationen
- Sbornik Khar’kovskogo istoriko-filologicheskogo obshchestva (21 Bde., 1886–1914)
- Trudy (7 Bde., 1893–1902)
- Vestnik (5 Ausgaben, 1911–14)

- Zbirnyk Charkivs'koho Istoryko-Filolohičnoho Tovarystva / Charkivs'ke Istoryko-Filolohične Tovarystvo. - Charkiv : OKO, 1993- slavistik-portal.de/olc-slav.php